# Шахрестаны Ирана
Шахрестан (перс. شهرستان‎) — средняя административная единица Ирана (область), на которые делятся останы (провинции). Каждый шахрестан в свою очередь делится на бахши (районы). Руководителем администрации шахрестана является фармандар. Всего в Иране 443 шахрестана. В англоязычной литературе часто сопоставляется округу.

## Тегеран
1. Демавенд
2. Исламшехр
3. Фирузкух
4. Кередж
5. Назарабад
6. Пакдешт
7. Рей
8. Робат-Карим
9. Саводжболаг
10. Шахрияр
11. Шемиранат
12. Тегеран
13. Варамин
14. Кодс (шахрестан)

## Кум
1. Кум

## Центральный остан
1. Аштиан
2. Делиджан
3. Зарандийе
4. Комиджан
5. Мехеллат
6. Саве
7. Тафреш
8. Хомейн
9. Шазенд
10. Эрак

## Казвин
1. Абийек
2. Буинзахра
3. Казвин
4. Такестан
5. Эльборз

## Гилян
1. Амлаш
2. Астане-йе-Ашрафийе
3. Астара
4. Бендер-э-Энзели
5. Лахиджан
6. Ленгеруд
7. Масаль
8. Резваншехр
9. Решт
10. Рудбер
11. Рудсер
12. Сиахкаль
13. Совме-э-Сара
14. Талеш
15. Фуман
16. Шафт

## Ардебиль
1. Ангут[англ.]
2. Ардебиль
3. Асландуз[англ.]
4. Биле-Сёвер
5. Герми
6. Коусар
7. Мешгиншехр
8. Намин
9. Нир
10. Парсабад
11. Сарейн
12. Хельхаль

## Зенджан
1. Абхар
2. Зенджан
3. Иджруд
4. Махнешан
5. Таром
6. Ходабенде
7. Хоррамдарре

## Восточный Азербайджан
1. Аджабшир
2. Азершехр
3. Ахар
4. Бонаб
5. Бостанабад
6. Верзекан
7. Джульфа
8. Калейбар
9. Меренд
10. Мелекан
11. Мераге
12. Меяне
13. Оску
14. Сераб
15. Тебриз
16. Харис
17. Хаштруд
18. Хода-Афарин
19. Хуранд
20. Чароймак
21. Шабестар

## Западный Азербайджан
1. Букан
2. Мехабад
3. Маку
4. Миандоаб
5. Накаде
6. Ошнавийе
7. Пираншехр
8. Сельмас
9. Сердешт
10. Текаб
11. Урмия
12. Хой
13. Чалдоран
14. Шахиндеж

## Курдистан
1. Бане
2. Биджар
3. Дивандарре
4. Камьяран
5. Корве
6. Мериван
7. Секкез
8. Сенендедж
9. Сервабад

## Хамадан
1. Асадабад
2. Бехар
3. Кабудараханг
4. Малайер
5. Нехавенд
6. Разан
7. Туйсеркан
8. Хамадан

## Керманшах
1. Гилангерб
2. Далаху
3. Джаванруд
4. Исламабад-э-Герб
5. Каср-э-Ширин
6. Кангавар
7. Керманшах
8. Паве
9. Равансар
10. Селас-э-Бабаджани
11. Сарполь-э-Захаб
12. Сахне
13. Сонкор
14. Харсин

## Илам
1. Абданан
2. Даррешехр
3. Дехлоран
4. Илам
5. Малекшахи
6. Мехран
7. Ширван и Чердавель
8. Эйван

## Лурестан
1. Алаштар
2. Алигударз
3. Боруджерд
4. Доруд
5. Доуре
6. Кухдешт
7. Нурабад
8. Поль-Дохтар
9. Хорремабад
10. Эзна

## Хузестан
1. Абадан
2. Андика
3. Эндимешк
4. Ахваз
5. Бави
6. Багмалек
7. Бехбехан
8. Гетвенд
9. Дешт-э-Азадеган
10. Дизфуль
11. Изе
12. Лали
13. Месджеде-Солейман
14. Махшехр
15. Омидийе
16. Рамхормоз
17. Рамшир
18. Хефтгель
19. Хендиджан
20. Ховейзе
21. Хорремшехр
22. Шадеган
23. Шуш
24. Шуштер

## Чехармехаль и Бахтиария
1. Ардаль
2. Боруджен
3. Кухранг
4. Лордеган
5. Фарсан
6. Шехре-Корд

## Кохгилуйе и Бойерахмед
1. Башт
2. Бехмеи
3. Бойерахмед
4. Гечсаран
5. Дена
6. Кохгилуйе
7. Черам

## Бушир

Шахрестаны Ирана

1. Асалуйе
2. Бушир
3. Генаве
4. Дейер
5. Дейлем
6. Дешти
7. Дештестан
8. Джем
9. Кенган
10. Тенгестан

## Фарс
1. Абаде
2. Баванат
3. Гераш
4. Дараб
5. Джехром
6. Зерриндешт
7. Кевар
8. Казерун
9. Кир и Карзин
10. Ламерд
11. Ларестан
12. Мамасани
13. Марвдешт
14. Мохр
15. Нейриз
16. Пасаргад
17. Ростам
18. Сервестан
19. Сепидан
20. Ферашбенд
21. Феса
22. Фирузабад
23. Хераме
24. Хондж
25. Хоррембид
26. Шираз
27. Эклид
28. Эрсенджан
29. Эстехбан

## Хормозган
1. Абумуса
2. Бестек
3. Бендер-Аббас
4. Бендер-Ленге
5. Джаск
6. Кешм
7. Минаб
8. Парсиан
9. Рудан
10. Хаджиабад
11. Хемир

## Систан и Белуджистан
1. Далган
2. Заболь
3. Захак
4. Захедан
5. Ираншехр
6. Конарек
7. Мехрестан
8. Никшехр
9. Сераван
10. Сербаз
11. Сиб Соран
12. Хаш
13. Хирманд
14. Чахбехар

## Керман
1. Анар
2. Анбарабад
3. Бам
4. Бардсир
5. Бафт
6. Джирофт
7. Заранд
8. Кале-йе-Гандж
9. Кехнудж[4]
10. Керман
11. Кухбонан
12. Менуджан
13. Рабер
14. Равер
15. Рафсанджан
16. Рейган
17. Рудбар Джануб
18. Сирджан
19. Фехредж
20. Шехр-э-Бабек

## Йезд
1. Абаркух
2. Ардакан
3. Бафк
4. Бахабад
5. Йезд
6. Мейбод
7. Мехриз
8. Садук
9. Табаз
10. Тафт
11. Хатем

## Исфахан
1. Аран-и-Бидголь
2. Борхар-э-Мейме
3. Гольпайеган
4. Дехакан
5. Исфахан
6. Кашан
7. Ленджан
8. Мобареке
9. Наин
10. Нетенз
11. Неджефабад
12. Семиром
13. Тиран-и-Карван
14. Фаридан
15. Фелаверджан
16. Ферейдуншехр
17. Хвансар
18. Хомейнишехр
19. Хор-и-Бийабанак
20. Чадеган
21. Шахиншехр-и-Мейме
22. Шехреза
23. Эрдестан

## Семнан
1. Арадан
2. Гармсар
3. Дамхан
4. Мейами
5. Мехдишехр
6. Семнан
7. Шахруд

## Мазендеран
1. Аббас Абад
2. Амоль
3. Баболь
4. Бабольсер
5. Бехшехр
6. Гелуге
7. Джуйбар
8. Каэмшехр
9. Махмудабад
10. Mийандоруд
11. Нека
12. Ноушехр
13. Нур
14. Рамсар
15. Сари
16. Севадкух
17. Тонекабон
18. Ферейдункенар
19. Чалус

## Голестан
1. Азадшехр
2. Аккела
3. Алиабад
4. Бендер-э-Газ
5. Гомишан
6. Гонбад-э-Кавус
7. Горган
8. Келале
9. Кордкуй
10. Мераветепе
11. Минудешт
12. Рамиан
13. Торкаман

## Северный Хорасан
1. Боджнурд
2. Герме
3. Джаджром
4. Исфараен
5. Мане-о-Самалкан
6. Фарудж
7. Ширван

## Хорасан Резави
1. Баджестан
2. Бардаскан
3. Бахарз
4. Гондабад
5. Даварзан
6. Даргаз
7. Джовин
8. Джогатай
9. Заве
10. Калат
11. Кашмер
12. Кучан
13. Мехвелат
14. Мешхед
15. Нишапур
16. Раштхвар
17. Себзевар
18. Серахс
19. Тайбад
20. Торбете Джам
21. Торбете Хейдерие
22. Торкабе и Шандиз
23. Фариман
24. Фирузе
25. Халилабад
26. Хваф
27. Хошаб
28. Ченаран

## Южный Хорасан
1. Бирдженд
2. Бошруйе
3. Гайен
4. Дармиан
5. Нехбандан
6. Серайан
7. Сербише
8. Фердоус